# エドヴィン・ライディング
エドヴィン・ライディング（Lars Edvin Folke Ryding、2003年2月4日 - ） はスウェーデンの俳優。

## 来歴
2009年、6歳のときにTVシリーズMannen under trappanにてデビューした。それ以来、ライディングは次のような作品に出演している。Fröken Frimans krig、 The Crown Jewels、The Stig-Helmer Story、Gåsmamman、 および2011年に制作されたAnnika Bengtzonに関するいくつかの映画作品。 2021年のNetflix番組「Young Royals」では主役のヴィルヘルム王子を演じ、国際的に知られるようになった。 また、スウェーデンの子供向けアニメーション映画Resan till Fjäderkungens rikeでは主役の声優となった。
ライディングは2022年、フォーブス誌の「フォーブス30アンダー30」（ヨーロッパ版）に選ばれた。